# Loren Arkotxa
Loren Arkotxa Meabebasterretxea (1945-2025) fue un político vasco.
Loren Arkotxa fue una figura relevante del independentismo vasco en el último cuarto del siglo XX. Militante de la Izquierda Abertzale en la formación de Herri Batasuna primero y luego en Euskal Herritarrok, fue durante varias legislaturas alcalde de Ondárroa y primer presidente de Udalbiltza, la Asamblea de Municipios y Electos Municipales del territorio denominado "Euskal Herria", un consorcio público que fue creado por los partidos nacionalistas vascos firmantes del pacto de Estella en 1999, agrupando a cargos electos municipales de las siete provincias vascas que conforman Euskal Herria (Álava, Vizcaya, Guipúzcoa, Navarra, Labort, Baja Navarra y zuberoa con el objetivo de promover la colaboración institucional entre sus ayuntamientos. 

## Biografía
Loren Arkotxa nació el 9 de enero de 1945 en el caserío Arteta de la localidad vizcaína de Ondárroa en el País Vasco en España. Tenía 9 hermanos de los cuales cuatro, dos hermanas y cuatro hermanos, emigraron a Australia.
En 1962, con 17 años de edad, emigró a Australia para trabajar en labores de silvicultura en Queensland, concretamente en el corte de caña de azúcar y cortes de árboles, donde estuvo 6 años ejerciendo también otras labores, como albañil o minero. Seguidamente, con 23 años, se trasladó a Canadá en compañía de su primo carnal y amigo Tomás Ugarteburu, se instalaron en Vancouver, British Columbia, en donde ejercieron de leñadores.
Tras regresar a Ondárroa comenzó su militancia en la Izquierda Abertzale, en Herri Batasuna primero y luego en Euskal Herritarrok, en la que ostentó responsabilidades de relaciones internacionales, tanto con responsables políticos como con miembros de la llamada "diáspora vasca", dada su experiencia fuera del país. En las elecciones municipales de 1987 obtiene la alcaldía de Ondárroa que mantuvo hasta 1991 y volviendo a ser reelegido para el periodos de 1991 a 1995 y de 1999 hasta 2003.
Tras la creación de Udalbiltza en 1999 como fruto de los acuerdos del pacto de Estella, Arkotxa pasa a ostentar la presidencia de dicha organización intermunicipal de corte nacionalista. En 2003 es detenido acusado de connivencia con ETA en la acción contraterrorista organizada por la Audiencia Nacional española dirigida por el juez Baltasar Garzón. Tras pasar un año en prisión al final fue absuelto, junto con otros 19 acusados, sin cargos.
Tras retirarse de la actividad política mantuvo su domicilio en la localidad marinera y muere en el hospital de Galdakao el 7 de abril de 2025 con 80 años de edad.